# Homme au bain
Pour plus de détails, voir Fiche technique et Distribution.
Homme au bain est un film français de Christophe Honoré sorti le 22 septembre 2010.

## Synopsis
Le film relate la lente dénaturation d'un amour, celui d'Omar et Emmanuel. Succession de scènes (parfois pornographiques), le récit s'attarde sur les preuves échangées par les deux hommes : celles qui prouvent qu'ils ne s'aiment plus. Le film débute par le départ d'Omar pour New York où il présente un film et s'apprête à en tourner un autre, alors que Emmanuel reste à Gennevilliers, ne se décidant pas à quitter l'appartement.

## Fiche technique
- Réalisation : Christophe Honoré
- Scénario : Christophe Honoré
- Montage : Chantal Hymans
- Producteur : Justin Taurand
- Société de distribution : Le Pacte
- Format : 1.85:1 - couleur
- Sortie : 
  -  France : 22 septembre 2010
- Classification :
  -  France : Interdit aux moins de 16 ans (visa d'exploitation no 125939 délivré le 21 septembre 2010)[1],[2].

## Distribution
- François Sagat : Emmanuel
- Chiara Mastroianni : Actrice
- Omar Ben Sellem : Omar
- Rabah Zahi : Rabah
- Kate Moran : Kate
- Lahcen Elmazouzi : Hicham
- Andréas Leflamand : Andréas
- Ronald Piwele : Ronald
- Sebastian D'Azeglio : l'homme à la moustache
- Sébastien Pouderoux : le fiancé de Kate
- Dennis Cooper : Robin
- Dustin Segura-Suarez : le Québécois

## Autour du film
- François Sagat, vedette du porno gay, tient ici son premier rôle principal dans un film non pornographique.
- Les séquences tournées à New York ont été réalisées durant le voyage effectué par Chiara Mastroianni et Christophe Honoré lors de la présentation du film Non ma fille tu n'iras pas danser[3].
- Une grande partie du film est réalisée en DV.